# Paul Achard
Paul Auguste Achard, nacido  el 22 de marzo de 1887 en Argel y fallecido el 10 de noviembre de 1962 en París, periodista, escritor y dramaturgo, de nacionalidad francesa Fue un célebre escritor francófono magrebí emigrado a París en la primera mitad del siglo XX.

## Datos biográficos
Paul Achard nació en Argel de padre comerciante. Estudió en la escuela Dordor y fue admitido después en el Grand Lycée de la capital de Argelía. Llegó a París en los albores del siglo XX  y pronto se dedicó al periodismo. Obtuvo la plaza de secretario general del Teatro de los Campos Eliseos. Escribió crónicas de la época y novelas, después fue guionista para obras cinematográficas.
Su obra La Cola (La Queue, en francés) sobre las filas de espera durante la guerra fue censurada por los alemanes y no se publicó sino hasta 1945.
Murió en su domicilio del VIII Distrito de París. Fue inhumado el 14 de noviembre de 1962 en el cementerio de Roussillon (Vaucluse).

## Obra

### Novelas
- Los buenos (1927)
- Allí y una mirada nueva sobre América (1930)
- Nosotros los perros (1930)
- El hombre de mar (1931)
- Salaouetches (1939)
- Biografía del profeta Mohammed (1942)
- La gran prueba (1945)
- La cola (1945)

### Guiones
- La Cruz del sur de André Hugon (1931). Guionista dialoguista.
- Romero (1936). Dialoguista.
- El Comerciante de arena de André Hugon (1931) . Dialoguista.
- El Héroe de Marne (1938). Dialoguista.
- Malaria (1943). Dialoguista.
- Aquellos de la rivera (1943). Dialoguista.
- Las Alas blancas de Robert Péguy (1942). Guionista dialoguista.
- El Asunto del gran hotel de André Hugon (1945). Guionista, dialoguista
- La renegada de Jacques Séverac (1947). Guionista, dialoguista.
- Los recuerdos no son para vender de Robert Hennion (1948). Compartido.

### Adaptaciones teatrales
- La Celestina, obra escrita en el siglo XV, atribuida a Fernando de Rojas.[5]
- Los miserables, según Víctor Hugo.[6]
- Las relaciones peligrosas, la obra original de Pierre Ambroise Choderlos de Laclos.